# Pilar Wih Kiri
Pilar Wih Kiri is een bestuurslaag in het regentschap Aceh Tengah van de provincie Atjeh, Indonesië. Pilar Wih Kiri telt 402 inwoners (volkstelling 2010).